# Chott el Jerid
O Chott el Jerid ou Chott el Djerid é o maior chott  (lago salgado de volume muito variável) da Tunísia com cerca de 5 000 km² de área, situado no centro-oeste do país, entre as cidades de Tozeur e Kebili. Segundo a lenda, foi lá que nasceu a deusa grega Atena.
Devido à área inundada ser muito variável, os valores apresentados para a área do lago (ou da respetiva bacia), em grande parte quase sempre seca pode variar muito conforme o autor, chegando alguns ao ponto de apresentar o valor de 10 000 km² para área máxima. Algo semelhante se passa com a altitude, cujos valores variam entre os +10 e -25 metros abaixo do nível do mar.
Atualmente, esquemas de irrigação de água doce são aplicados na região para ajudar a eliminar o sal dos solos e aumentar a área produtiva.